# Stadion Miejski (Białystok)
Stadion Miejski  (pogrešno se zove Stadion u Maślicama) - je nogometni stadion u poljskom gradu Białystoku. Kapacitet je 22 386 mjesta. Na njemu će svoje domaće utakmice igrati Jagiellonia, nogometni klub iz Białystoka.

## Vanjske poveznice
- Stadion Miejski  Arhivirana inačica izvorne stranice od 3. lipnja 2017. (Wayback Machine)

|  | Zajednički poslužitelj ima još gradiva o temi Municipal Stadium, Białystok |